# 買取専門店
買取専門店（かいとりせんもんてん）とは、販売は行わず、買取のみに徹した中古品売買業の形態。貴金属やブランド品の買取店が多く、全国にチェーン展開する「おたからや」（いーふらん）を始め、数多くの企業がフランチャイズ展開を行う。リユースブームや、2020年代に入ってからの金相場の急騰を受け、店舗数を拡大させた。

## 概要

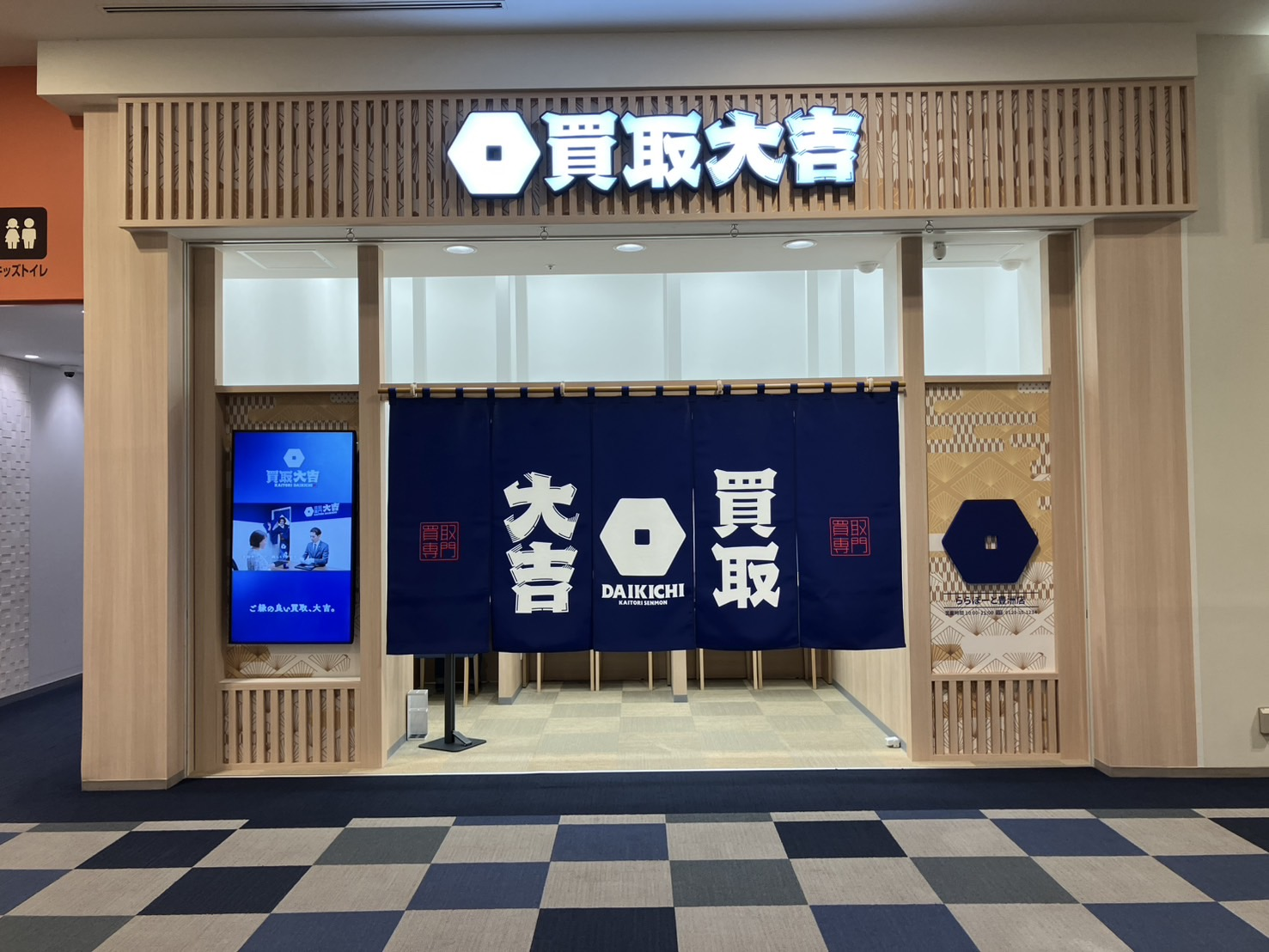
買取大吉店舗。店舗デザインは、2021年10月に一新されており、ロゴは2通り、カラーは青に統一。

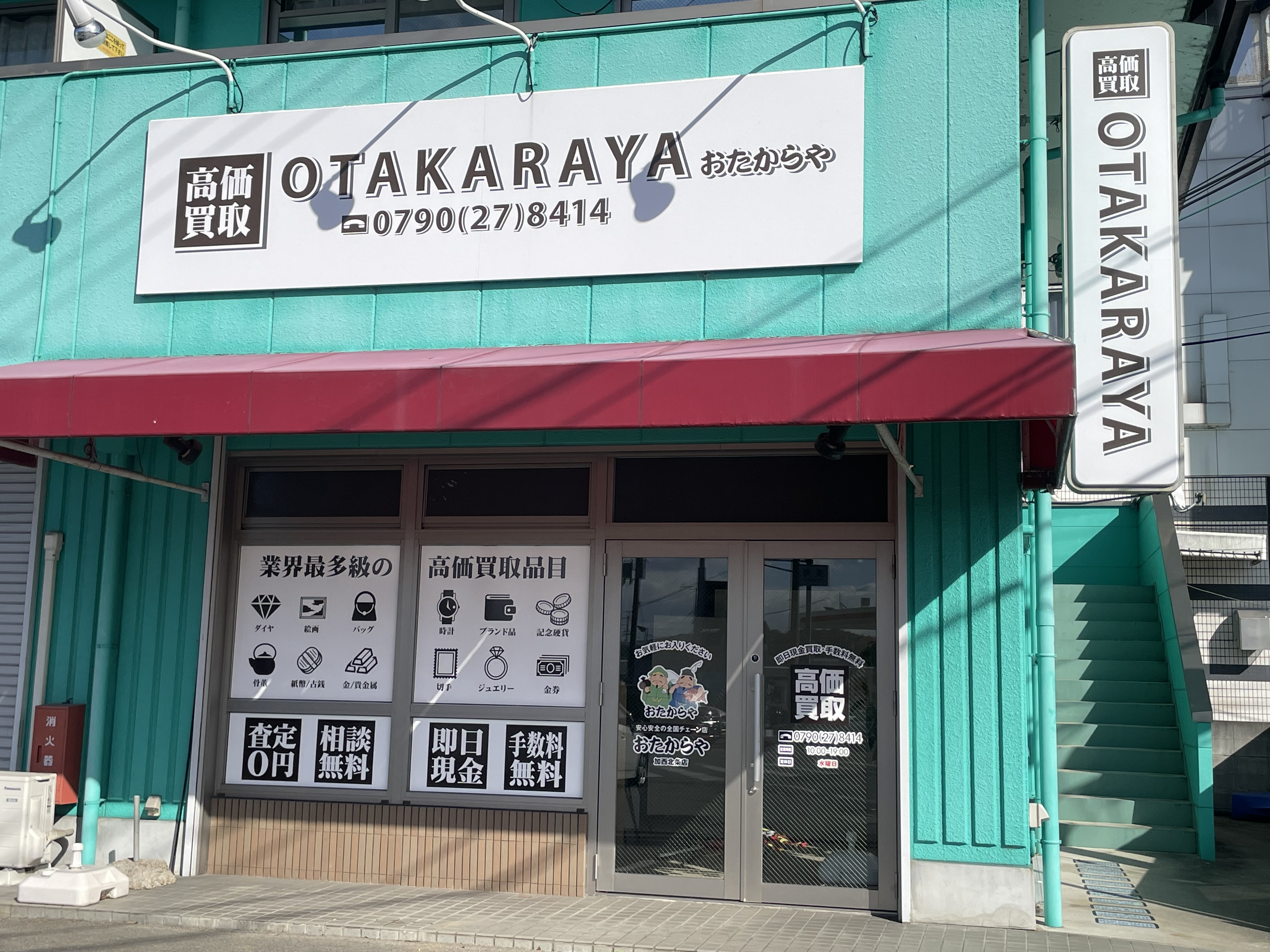
買取専門店の店舗の例「おたからや」。2024年現在約1,300店ある。

客から買った品物を店舗で買い取り、フランチャイズ本部や専門業者に売却することで店舗側の売上になるシステム。
近年のリユースブームに乗り、店舗数を増やし取り扱う商品の種類も増加。名称もリサイクルショップを名乗ったり、ブランド品買取り店など多様である。2010年代頃までは買取専門店と言えば、金やプラチナなどの貴金属や古着や古本などが主な取扱商品であったが、2010年代後半あたりより商品券、携帯電話、スマートフォン、釣り具、楽器、家具、ゲーム機、パソコン、酒、美術品、絵画など様々な種類が買取対象になっており、買取を主体にしながらも店頭で買い取ったブランド品やチケット販売をする業者も存在する。
似た業種に質屋があるが、買取専門店が古物商の許可のみで営業できるのに対し、質屋では、営業所ごとに、その所在地を管轄する都道府県公安委員会より質屋営業の許可を受ける必要がある。また、警察庁生活安全局生活安全企画課の調査によると、質屋の数は2012年（平成24年）から2021（令和3年）までの9年間で3,270件から2,594件へと大幅に減少しているのに対し、いーふらん（おたからや）のチェーン店舗数は2024年現在約1,300店あり、チェーン全体の売上高は701.2億円に達するなど、急増傾向にある。リユース企業「チェーン店舗数」でも、買取専門店を主力業態とする企業が15社中6社がランクインしており（リユース経済新聞調べ）、買取専門店が小売をする、もしくは小売店が買取専門店を出店するという傾向も活発となった。
質店と違い、客はいったん売った商品を買い戻すことはできない。

## 日本の主な買取専門店

### 全国展開する企業

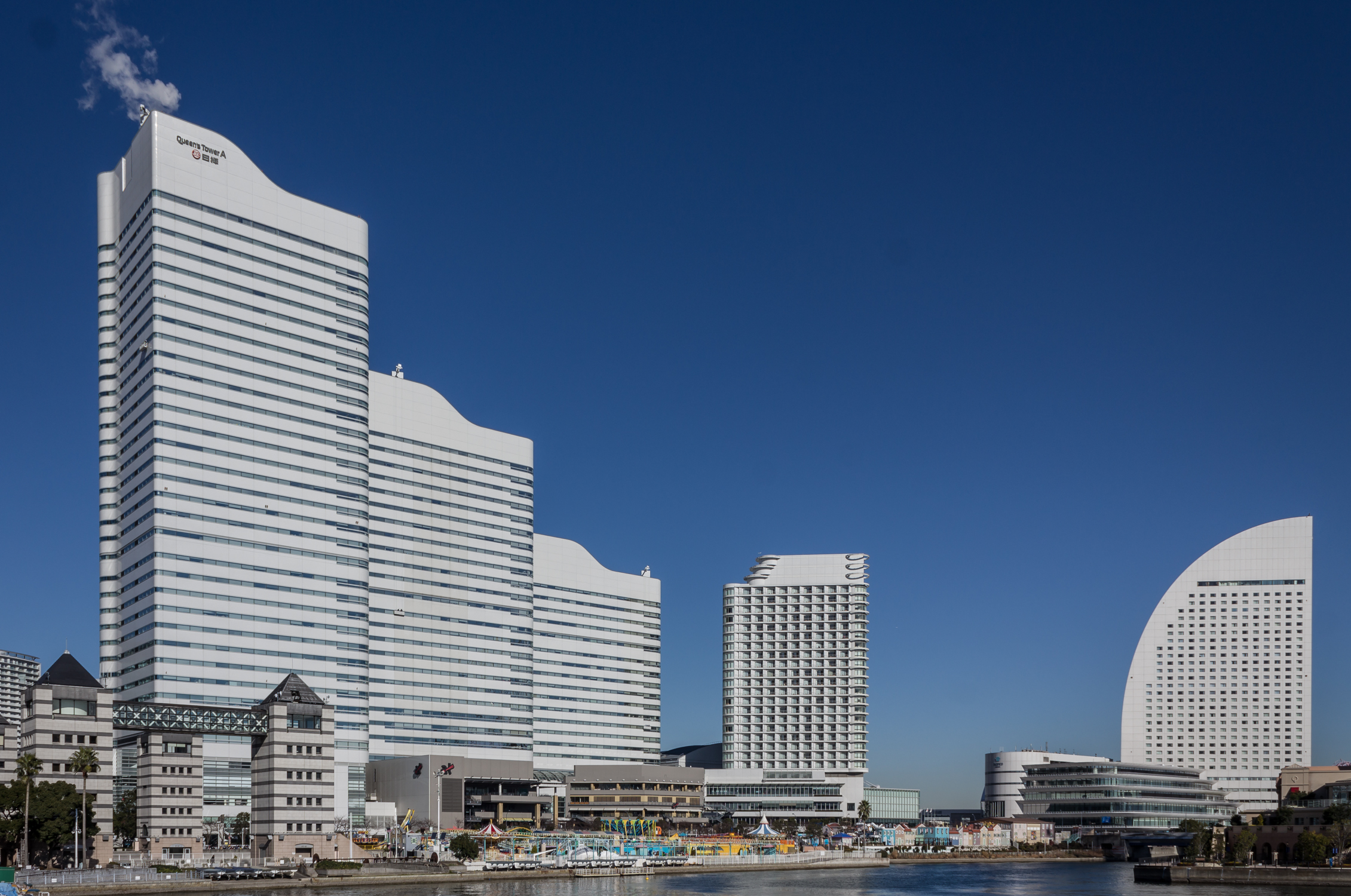
いーふらんが入居するクイーンズタワーB15階・10階

- いーふらん - 『おたからや』の店名で1300店舗以上を全国展開。直営店150店舗、加盟店約1千店舗。買取専門店業界ではトップ。『おたからや』の運営のほか、不動産、フィットネス、水素吸引サロン、ゴルフ事業を展開している[8][9]。

- エンパワー - 東京都新宿区西新宿に本部を置く買取専門店。「買取大吉」を全国に1314店舗（2025年5月現在）を展開し業界第2位[10][11]。

- かんてい局 - FTC株式会社が運営する質屋及びリユースショップ。店により買取だけではなく販売も行う。

- エコリング - ブランド品や貴金属だけでなく家電・雑貨・日用品なども幅広く取り扱う。約275店舗を展開。

その他、『ザ・ゴールド』、『さすがや』、『なんぼや』をはじめ、多数の企業がある。